# Skarnbassen (Der var engang...)
Skarnbassen er en tegnefilm i serien Der var engang... (eng. titel The Fairytaler), der blev udsendt i forbindelse med H.C. Andersens 200 års fødselsdag i 2005.
Danske Stemmer:
- H.C. Andersen Henrik Koefoed
- Skarnbasse Donald Andersen
- Skarnbasse mor Margrethe Koytu
- Tynd skarnbasse Jacob Morild
- Tyk skarnbasse Christian Damgaard
- Skarnbassepige Mille Lehfeldt
- Billemor Tammi Øst
- Larve Thomas Mørk
- Frede Frø Ole Lemmeke
- Smede Søren Hauch-Fausbøll
- Pige Signe Lerche
- Erik Joachim Helvang

Øvrige stemmer:
- Sofus Addington
- Vibeke Dueholm
- Lasse Lunderskov
- Trine Clasen
- Amanda Brunchmann
- Sofie Lassen-Kahlke

Bagom:
- Instruktør: Jørgen Lerdam
- Original musik af: Gregory Magee
- Hovedforfatter: Gareth Williams
- Manuskriptredaktører: Linda O' Sullivan, Cecilie Olrik
- Oversættelse: Jakob Eriksen
- Lydstudie: Nordisk Film Audio
- Stemmeinstruktør: Steffen Addington
- Animation produceret af: A. Film A/S
- Animationsstudie: Wang Film Production

En co-produktion mellem
Egmont Imagination, A. Film & Magma Film
I samarbejde med:
Super RTL & DR TV